# Actinidia glaucocallosa
Actinidia glaucocallosa är en tvåhjärtbladig växtart som beskrevs av Cheng Yih Wu. Actinidia glaucocallosa ingår i släktet aktinidiasläktet, och familjen Actinidiaceae. Inga underarter finns listade i Catalogue of Life.